# Buellia thiopoliza
Buellia thiopoliza är en lavart som först beskrevs av William Nylander och som fick sitt nu gällande namn av Boistel. 
Buellia thiopoliza ingår i släktet Buellia och familjen Physciaceae.   Inga underarter finns listade i Catalogue of Life.